# United States Northern Command
United States Northern Command (USNORTHCOM), Förenta staternas nordkommando, är ett av USA:s försvarsgrensövergripande operativt militärkommandon med geografiskt ansvarsområde för militära operationer i kontinentala USA, Kanada och Mexiko. Militärbefälhavaren för USNORTHCOM är direkt underställd USA:s försvarsminister.

## Bakgrund och funktion
USNORTHCOM skapades som ett resultat av 11 september-attackerna 2001, för bättre kunna koordinera försvarsdepartementets resurser vid inhemska katastrofer, angrepp av militär art (territorialförsvar), terroristdåd eller naturkatastrofer. Alaska delas med U.S. Indo-Pacific Command. Grönland delas med U.S. European Command. USNORTHCOM:s roll är att samordna med de primärt ansvariga civila federala och delstatliga myndigheterna. Federala myndigheter med närliggande ansvarsområden tillhör främst inrikessäkerhetsdepartementet (FEMA) och justitiedepartementet (FBI). 
En ytterligare komplicerande faktor är nationalgardet (arménationalgardet samt flygnationalgardet) i de flesta fall står under respektive delstatguvernörs befäl. Den federala militären, bortsett från kustbevakningen, får normalt sett inte heller befatta sig med civila polisärenden  eller utöva tvång gentemot civilpersoner i USA (förutom på militärt område eller i defensivt självförsvar), bortsett från när det sker med lagstöd och på direkt befallning från försvarsministern/presidenten.
Militärbefälhavaren för USNORTCOM är sedan dess tillkomst i oktober 2002 även chef för amerikansk-kanadensiska luft- och sjöövervakningsorganisationen North American Aerospace Defense Command (NORAD). Tidigare hade chefen för NORAD varit militärbefälhavaren för U.S. Space Command som i oktober samma år fusionerades med U.S. Strategic Command. Både NORAD och USNORTHCOM har högkvarter vid Peterson Space Force Base i Colorado Springs, Colorado. USNORTHCOM:s stab består av drygt 1200 medarbetare.

## Underlydande komponenter
- Armékomponent: 5th Army/ARNORTH[3]
- Flygvapenkomponent: 1st Air Force/AFNORTH (del av Air Combat Command)[3]
- Flottans komponent: U.S. Fleet Forces Command[3]
- Marinkårens komponent: United States Marine Corps Forces Command/Marine Corps Forces Northern Command

- Dessutom finns det flera gemensamma operationsstyrkor (Joint Task Forces), till exempel en för huvudstadsregionen: Joint Task Force National Capital Region.[3]

## Befälhavare
| Nr | Porträtt | Namn                              | Tillträdde      | Avgick          | Försvarsgren    | Not   |
| -- | -------- | --------------------------------- | --------------- | --------------- | --------------- | ----- |
| 1. |          | General Ralph E. Eberhart         | 22 oktober 2002 | 5 november 2004 | USA:s flygvapen | [ 1 ] |
| 2. |          | Amiral Timothy J. Keating         | 5 november 2004 | 23 mars 2007    | USA:s flotta    | [ 1 ] |
| 3. |          | General Victor E. Renuart, Jr.    | 23 mars 2007    | 19 maj 2010     | USA:s flygvapen | [ 1 ] |
| 4. |          | Amiral James A. Winnefeld, Jr.    | 19 maj 2010     | 3 augusti 2011  | USA:s flotta    | [ 1 ] |
| 5. |          | General Charles H. Jacoby, Jr.    | 3 augusti 2001  | 5 december 2014 | USA:s armé      | [ 1 ] |
| 6. |          | Amiral William E. Gortney         | 5 december 2014 | 13 maj 2016     | USA:s flotta    | [ 1 ] |
| 7. |          | General Lori J. Robinson          | 13 maj 2016     | 24 maj 2018     | USA:s flygvapen | [ 1 ] |
| 8. |          | General Terrence J. O'Shaughnessy | 24 maj 2018     | 20 augusti 2020 | USA:s flygvapen | [ 1 ] |
| 9. |          | General Glen D. VanHerck          | 14 augusti 2020 | sittande        | USA:s flygvapen | [ 1 ] |